# Furrina

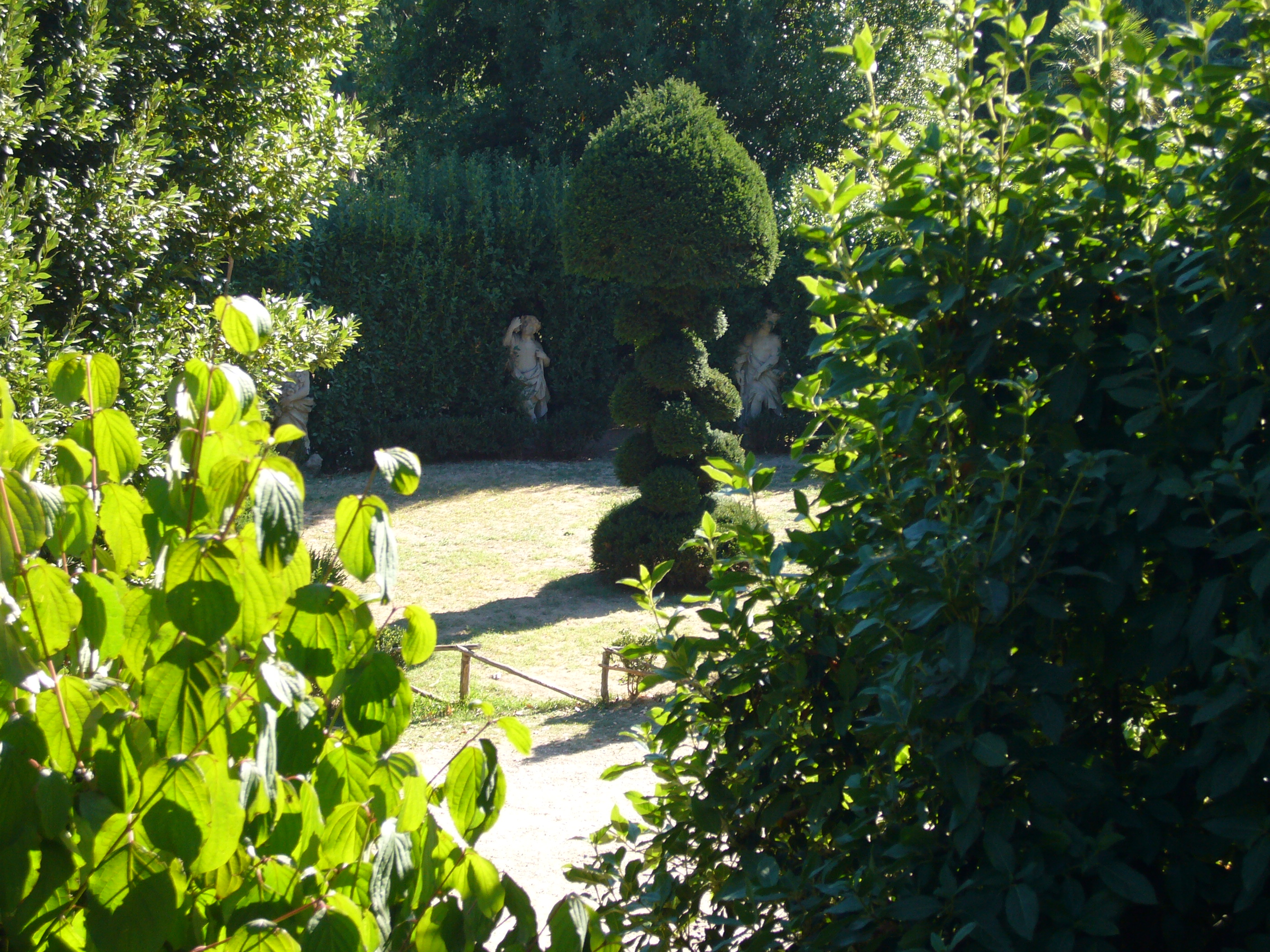
Roma, villa Sciarra

Furrina, también Furina, era una antigua diosa romana de cuya función se conocía poco en el siglo I a. C. Su culto se remonta al período más antiguo de la historia religiosa romana, ya que era una de las quince deidades que tenían su propio flamen, el Furrinalis, uno de los flamines minores. Existes algunas pruebas de que Furrina estaba asociada con el agua.

## Etimología
Según Varrón y Georges Dumézil, Furrina era una diosa de los manantiales. Su nombre estaría relacionado con la raíz indoeuropea *bhr-un, sánscrito bhurvan, que indica el movimiento o burbujeo del agua, afín al gótico brunna ("primavera"), latín fervēre, de *fruur > furr por metátesis de la vocal, que significa burbujear o hervir. Son similares la forma inglesa "fervent (ferviente)" y "effervescent (efervescente)" con el latín defruutum ("vino hervido").

## Sitios religiosos
La diosa tenía un manantial sagrado y un santuario en Roma, ubicado en las laderas suroeste del monte Janículo, en la orilla derecha del Tíber. El sitio ha sobrevivido hasta nuestros días en forma de arboleda, incluido dentro de los jardines de Villa Sciarra. Las excavaciones en el sitio realizadas en 1910 identificaron un pozo y un sistema de canales subterráneos, así como algunas inscripciones dedicadas a Júpiter Heliopolitanus, Agatis y las nymphae furrinae. Sin embargo, estos hallazgos parecen ser de una fecha posterior (siglo II) y quizás el pozo no sea parte del manantial original. Cayo Graco fue asesinado en la Arboleda de Furrina.
Según Cicerón, otro santuario dedicado al culto de Furrina estaba ubicado cerca del Satricum. Este lugar no era el más conocido sino una aldea cerca de Arpinum.

## Festival
La fiesta de Furrina fue la Furrinalia, celebrada el 25 de julio. En el calendario romano, las fiestas estaban separadas por un intervalo de tres días y estaban interconectadas y hacían la misma función. En la segunda quincena de julio, las dos Lucarias ocurren los días 19 y 17, con la Neptunalia el 23 y la Furrinalia el 25. Esta agrupación está dedicada a los bosques y corrientes de agua, que pretenden ser un refugio y un desahogo del calor de la estación de verano, la canícula .
Según Marciano Capella, la Furrina es una deidad de bajo rango que tiene su asiento justo encima de los picos de las montañas. 